# یون جونگ هی (بازیگر، زاده ۱۹۸۰)
یون جونگ هی (کره‌ای: 윤정희؛ زادهٔ ۲۱ دسامبر ۱۹۸۰) بازیگر اهل کره جنوبی است. او به خاطر ایفای نقش در مجموعه تلویزیونی بهشت عزیز در سال ۲۰۰۵ شناخته شد. از آثاری که در آنها ایفای نقش کرده‌است می‌توان به بی‌وقفه اشاره کرد.